# El libro de Sofía
El libro de Sofía, es una serie animada educativa colombiana, producida por Telecaribe, creada en 2004,  con 4 capítulos de prueba, pero llega oficialmente el 20 de noviembre de 2006. Su creador es Gustavo Raad y ganó el Premio India Catalina a mejor programa infantil colombiano, el 4 de marzo de 2007. Su eje temático es educar a la teleaudiencia infantil, con temas como la ciencia y la cultura. La serie consta de 20 capítulos, y se está produciendo una segunda temporada. La trama inicia con un tema científico o cultural y se desarrolla en una "aventura del conocimiento".

## Personajes
- Sofía: Es una niña de 8 años, inteligente y con un alto nivel de lectura. Es la líder del grupo, y siempre esta atenta a responder y solucionar las dudas de su hermano Daniel. Tiene su libro cargado en su bolsillo, y lo saca cuando hay dudas o quiere consultar algo. El nombre viene de esta niña, en griego, significa "sabiduría". Su voz es realizada por la presentadora colombiana Mima Guao, quién también realiza la voz de "La Computadora".

- Daniel: Hermano de Sofía, tiene 6 años y una curiosidad inmensa. Es el personaje que mueve la serie, pues sus interrogantes de lo que le sucede a su alrededor, son el inicio de las misiones.

- Agente Súper K: Es la presencia adulta de la serie, aunque al final es el más niño de todos. Su gran némesis es el Doctor Malo, a quien le achaca todos los problemas que se presentan. Es un personaje divertido y aporta el humor a la serie.

- Computadora: Es la que envía a Sofía, Daniel y Súper K a las conexiones del tema, por teletransportación.

- Sing Gi: Es un niño chino que aparece en 2 capítulos de la serie: La cultura, cuando Daniel lo conoce en la escuela, y en La gravedad, cuando aparece en un parque acuático.

- Mateo: Es el vecino de Daniel y Sofía. Solo aparece en el episodio de las telecomunicaciones, cuando Daniel trata de comunicarse con él, pero no sabe cómo.

## Capítulos
- Las Vacunas
- La música
- Las plantas
- Los libros
- Las leyes
- La navegación
- La prehistoria
- La cultura
- El clima
- La ecología
- La arquitectura
- La pintura
- El vestido
- La computación
- Las telecomunicaciones
- La fotografía
- La rueda
- La gravedad
- La educación
- El sistema solar
- La Energía Eléctrica
- EL Sol
- Los Deportes
- El Dinero
- Los Insectos
- La Brújula
- El Automóvil
- El Microscopio
- El Cuerpo Humano

## Personajes históricos que salen en la serie
- Louis Pasteur
- Ludwig van Beethoven
- Esopo
- Erik el Rojo
- Evangelista Torricelli
- Nicolás Copérnico
- Jean-Baptiste Lamarck
- Keops
- Samuel Morse
- Leonardo Da Vinci
- Adriano
- Isaac Newton
- Emperador Huang Ti
- Francisco Giner de los Ríos
- Kirkpatrick Macmillan
- Blaise Pascal